# Bivacco Achille Ratti
Il bivacco Achille Ratti è un bivacco della Valle d'Aosta, e si trova sullo spartiacque tra la Valtournenche e la Valpelline, poco più a est del Col dei Cors, a 3721 metri di quota.

## Storia
Il bivacco è stato costruito nel 1994.

## Accesso
Si può raggiungere il bivacco dal bivacco Umberto Balestreri (5h, D) oppure più facilmente dal bivacco Tête des Roéses.

## Ascensioni
Il bivacco serve per la salita alla punta Ester, alla punta Lioy, ai Jumeaux e alla punta dei Cors.